# Dārāb-nāma
Das Dārāb-nāma (persisch داراب نامه, DMG Dārāb-nāma, ‚„Buch“ von Darab‘) ist ein Werk der persischen Volksliteratur aus dem 12. Jahrhundert des Geschichtenerzählers Abū Tāhir Tarsūsī. Etwa ein Drittel des Schriftwerks handelt von den Abenteuern des legendären iranischen Königs Dārāb, der größere Teil befasst sich mit dessen Sohn Iskandar, der in der persischen Tradition mit Alexander dem Großen identifiziert wird. Viele der im Dārāb-nāma geschilderten Abenteuer, insbesondere die Alexandergeschichte, wurden jahrhundertelang von professionellen Geschichtenerzählern vorgetragen, die der Erzählung ihre je eigene Gestalt und Prägung gaben. Tarsūsīs Text stellt eine von vielen verschiedenen Fassungen dar, die im iranischen Raum kursierten. Der Autor greift dazu auf altbekannte Quellen wie den Pseudo-Kallisthenes und das Schāhnāme von Firdausi zurück, schöpft aber auch aus altiranischen Traditionen, die nicht zum Schāhnāme gehören. Diverse geographische und historiographische persische und arabische Werke, teils Übersetzungen aus dem Griechischen, lassen sich ebenfalls nachweisen. Das Werk besteht aus 36 Kapiteln, die auf zwei Bücher (Kap. 1–19 und Kap. 20–36) aufgeteilt sind.

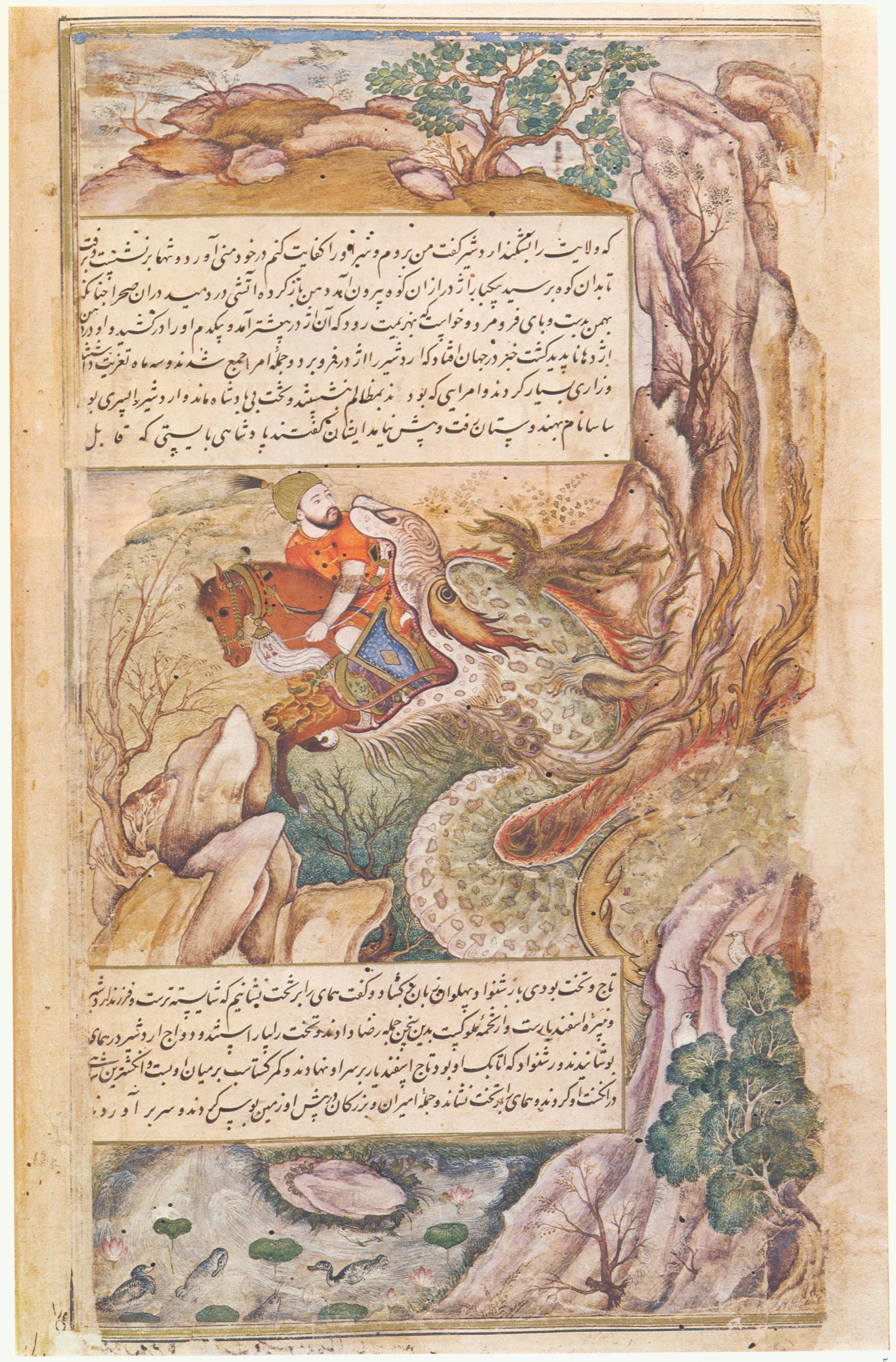
Dārāb-nāma, BL Or. 4615, Fol. 3v: Bahmans Tod.

## Inhalt des Dārāb-nāma
Abū Tāhir knüpft an die vor allem aus dem Schāh-nāma bekannte Erzählung von Bahman an, dessen Vater, der Kayanidenprinz Isfandiyār, im Kampf gegen den mythischen iranischen Helden Rustam sein Leben verloren hatte. Nach dem Tod des Vaters besteigt Bahman, auch Ardaschir genannt, den Thron Irans. Im ersten Kapitel des Dārāb-nāma wird erzählt, dass Bahman die Prinzessin Humāy heiratet, die Tochter eines ägyptischen Königs, vor der Geburt des gemeinsamen Kindes aber von einem Drachen getötet wird. Humāy ist nun Herrscherin des Perserreiches. Im Widerspruch dazu beginnt das zweite Kapitel mit dem Hinweis, dass Humāy die Tochter Ardaschirs sei, dessen Kind sie erwartet. Diese Darstellung entspricht der Version des Schāh-nāma, der Abū Tāhir auch insofern folgt, als er von der späteren Aussetzung des Kindes, eines Knaben, auf dem Euphrat und dem Auffinden durch einen Wäscher berichtet. Weil dieser ihn im Wasser (persisch dar āb) gefunden hat, nennt er ihn „Dārāb“. Im weiteren Verlauf der Geschichte unterscheiden sich das Dārāb-nāma und das Schāh-nāma dann aber beträchtlich.

### Dārābs Jugendzeit
Abū Tāhir erzählt, dass sich Dārāb von seinem zehnten Lebensjahr an weigert, weiter als Wäscher zu arbeiten. Da er von Geburt an mit dem Glanz des Königtums (persisch farr) umgeben ist, gelingt es ihm leicht, sich in der Kriegskunst zu schulen und seine überragenden Fähigkeiten unter Beweis zu stellen. Dadurch erhält er Zugang zum Hof Humāys in Bagdad, die ihn als ihren Sohn erkennt und zum König erheben will. Er lehnt die Annahme des Königtums jedoch ab, weil er in einem Traum erfahren hat, dass er dafür noch nicht bereit ist. Er verlässt die Hauptstadt und gelobt, zu angemessener Zeit zurückzukehren (Kap. 3).

### Dārābs Reise
Dārāb, inzwischen etwa 18 Jahre alt, zieht nun los, um zunächst den Wäscher und dessen Frau zu suchen, die ihn aufgezogen haben. Das führt ihn auf eine lange Reise zu Wasser und zu Lande. In der Gegend von Oman trifft er auf Königin Tamrūsīya, deren Gemahl im Kampf gegen ihn ums Leben gekommen ist. Sie verliebt sich in Dārāb und folgt ihm auf seiner Reise, wird aber nach allerhand Abenteuern von ihm getrennt, wobei ihre Erlebnisse und später auch die ihres Bruders Mihrāsb ebenfalls weiter ausgestaltet werden. Die Helden treffen auf Kannibalen, Zyklopen, Ungeheuer, Wassermenschen, Sonnenanbeter oder werden von Sklavenhändlern verschleppt. Letztlich gelingt es den Hauptgestalten der Geschichte immer wieder, sich aus ihren misslichen Lagen zu befreien. Wenn die Situation allzu aussichtslos ist, wird Dārāb durch göttliche Intervention gerettet. 

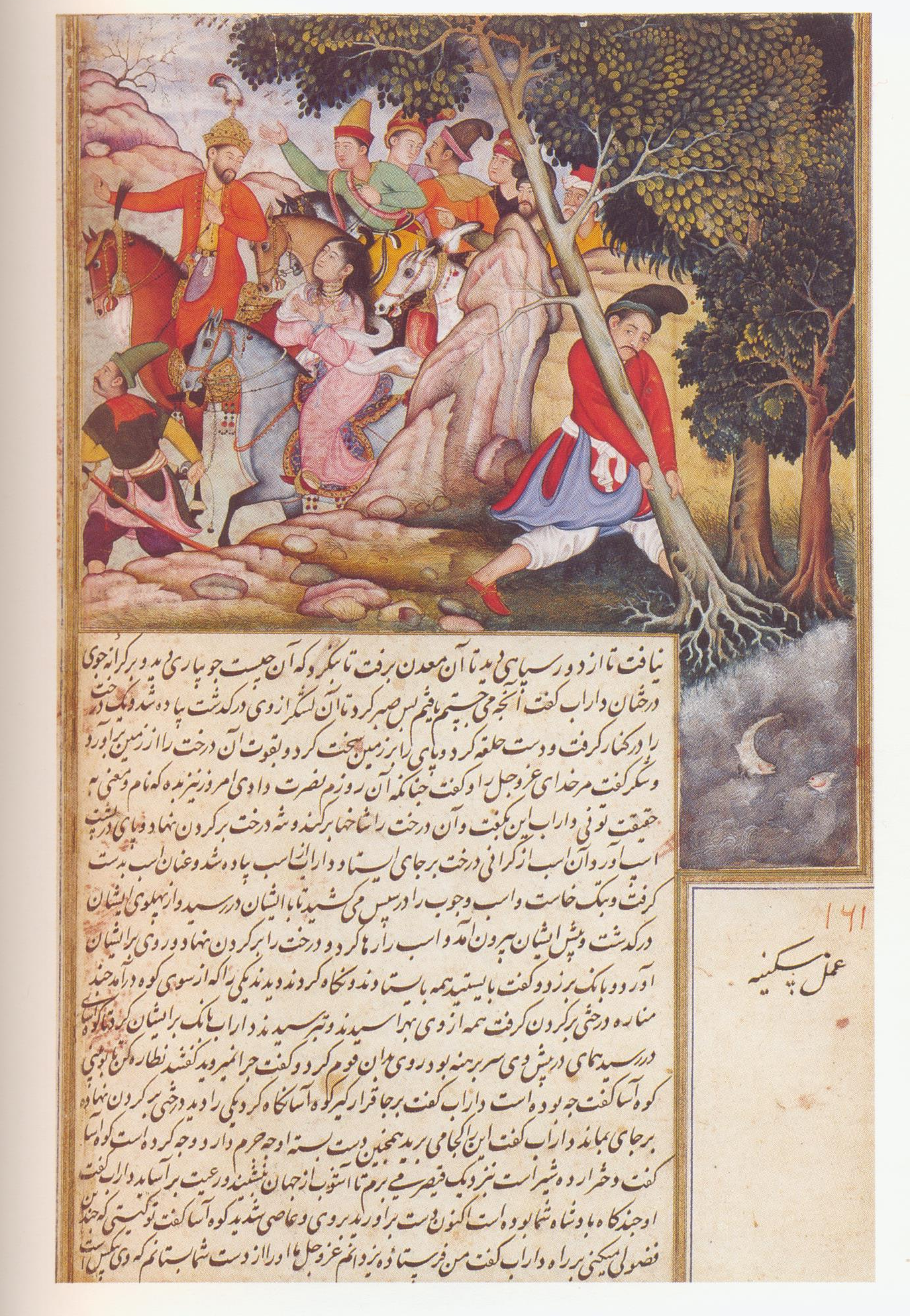
Darab-nama, BM Or. 4615, Fol. 100v: Dārāb reißt einen Baum aus.

Da man Dārāb fälschlich vom Tod Tamrūsīyas berichtet hat, nimmt er Prinzessin Zankalīsā zur Frau, die Tochter des Königs der Sonnenanbeter (Kap. 5). Ohne von dieser Verbindung zu wissen, heiratet Mihrāsb einige Zeit später Zankalīsās Schwester auf der Insel der Einäugigen (Kap. 7). Auf verschlungenen Wegen erfahren die beiden Frauen Dārābs voneinander, und nach einer Wiedervereinigung Tamrūsīyas mit ihrem Liebsten wird diese von Zankalīsā bei einer Bootsreise ermordet uns ins Wasser geworfen. Den unmittelbar zuvor geborenen Sohn kann der herbeigeeilte Dārāb retten und gibt ihm den Namen „Dārāb“, weil er ihn im Wasser gefunden hat. Zankalīsā und ihr Vater sterben wenig später durch Schlangenbisse (Kap. 9). Dārāb macht sich nun auf den abenteuerlichen Rückweg nach Iran, trifft unterwegs den zu Reichtum gekommenen Wäscher, der ihn einst im Wasser gefunden hat, und besteigt am Ende der Reise den Thron. (Kap. 12)

### Dārāb als König von Rūm und die Geburt Iskandars
Als König Irans wehrt Dārāb zunächst die Angriffe von Arabern und Byzantinern ab. Den besiegten Herrscher von Rūm (Byzanz), Faylaqūs, fordert er auf, ihm dessen Tochter Nāhīd zu Gemahlin zu geben. Wegen ihres üblen Mundgeruchs schickt er sie jedoch nach der Hochzeitsnacht zurück. Nāhīd bringt im Verborgenen das gemeinsame Kind zur Welt, das den Namen Iskandar erhält. Um diesen kümmert sich zunächst eine alte Frau, die ihn mit vier Jahren zu Aristoteles bringt. Dieser unterweist ihn in verschiedenen Wissenschaften wie der Philosophie, Medizin und Geometrie, vor allem aber in der Astrologie und Traumdeutung. Mit zehn Jahren kommt Iskandar an den Königshof von Rūm und wird dort einige Jahre später von Faylaqūs, seinem Großvater, zu dessen Nachfolger erklärt. Nach allerhand Kämpfen um den Thron wird Iskandar schließlich König, während sein Halbbruder Dārāb II., der Sohn von Dārāb I. und Tamrūsīya, zum Herrscher über Iran wird. (Kap. 15)

### Iskandar besteigt den Thron und verliert sein Wissen
Zwar hat Iskandar von Aristoteles die beste Ausbildung erhalten, kann aber für seine Herrschaft keineswegs darauf zurückgreifen: In einem Streit mit seinem Lehrer gerät Iskandar in Wut, lässt Aristoteles in Ketten legen und einsperren. Aus Verdruss über den undankbaren Schüler betet Aristoteles zu Gott, er möge Iskandar alles Wissen entziehen, das er ihn gelehrt hat. „Iskandar begann, seine Tat zu bereuen, und der Schweiß floss von ihm herab, so dass seine ganze Kleidung nass wurde [...] Und man sagt, dass so, wie der Schweiß von ihm herabfloss, jenes gesamte Wissen, das er besaß, aus ihm heraus lief, und dass Iskandar danach keinen Buchstaben mehr vom Blatt ablesen und keinen einzigen Traum mehr deuten konnte, weil er wie die unwissenden Menschen geworden war.“ Auch wenn er seinen Lehrer wieder befreit und dieser ihm verzeiht, lässt sich der Verlust des Wissens doch nicht wieder rückgängig machen.

### Iskandars Feldzug in den Iran
Iskandar begibt sich zunächst auf einen Feldzug in den Iran, um dort sein Erbe als Sohn Dārābs I. in Besitz zu nehmen, das Dārāb II. ihm nicht freiwillig geben will. Nach einem ersten Tag des Kampfes bekommt Iskandar das Angebot von zwei Offizieren des gegnerischen Heeres, den Perserkönig zu töten. Iskandar geht darauf ein, doch als die beiden am nächsten Tag tatsächlich das Attentat ausführen und danach zu ihm flüchten, wird dieser von Reue gepackt und lässt beide gefangen nehmen. Er eilt zum sterbenden Dārāb, dem er verspricht, ihm drei letzte Wünsche zu erfüllen, nämlich dessen Mörder hinzurichten, dessen Tochter Būrān-Docht zu heiraten, und zu den Geschöpfen Gottes gütig zu sein. Bald nach Dārābs Tod wird Iskandar zum König Irans gekrönt. (Kap. 16)

### Iskandar und Būrān-Docht
Būrān-Docht, die laut Abū Tāhir nach einer anderen Überlieferung den Namen Rauschanak trägt, liegt eine Heirat mit Iskandar jedoch völlig fern. Sie ist 18 Jahre alt und wird zwar als schön beschrieben, sieht aber durch ihren „leichten Flaum auf der Oberlippe“ sehr männlich aus. Von ihrem Vater ist sie wie ein Prinz erzogen worden, so dass sie im Umgang mit Waffen geschult ist und versteht, eine Armee zu befehlen. Außerdem besitzt sie den Glanz des Königtums (farr), der seinen Träger zur Herrschaft befähigt. (Kap. 17) Būrān-Docht weiß um Iskandars Beteiligung an der Ermordung ihres Vaters und schwört ihm Rache. Sie hebt eine Armee aus und kämpft in mehreren Schlachten gegen ihn, gibt ihren Widerstand aber schließlich auf, nachdem er sie bei einem Bad im Fluss überrascht hat. Da er sie unbekleidet gesehen habe, wolle sie nicht mehr mit ihm kämpfen. Sie willigt in eine Heirat ein und beide herrschen nun über den Iran. (Kap. 22).

### Iskandars Eroberungszüge für die Verbreitung des Islam
Nach Monaten des Feierns beschließt Iskandar, sich die Wunder der Welt anzusehen. Er überlässt Būrān-Docht den Thron Irans und Rūms und macht sich mit einem Heer von 100.00 Soldaten auf den Weg nach Osten. Tatsächlich handelt es sich eher um einen Eroberungszug, wobei es ihm, wie er Kaydāwar, dem König von Indien, schreibt, nicht um die Anhäufung von Schätzen geht, sondern um die Verbreitung des Islam´. Unterwegs muss Iskandar die Gattin mehrfach um Verstärkung bitten, die schließlich persönlich mit einem Heer herbeieilt, um ihn zu retten. Sie begleitet ihn für den größten Teil der nachfolgenden Reise, bei der sie wunderhafte Bäume, tierköpfige Menschen, Zauberer, Kannibalen, Dämonen und den mythischen Vogel Simurgh sehen. Auch im weiteren Verlauf der Geschichte ist Iskandar mehrfach auf Būrān-Dochts Hilfe angewiesen. Sie besuchen Indien und Sarandib (Sri Lanka), Sansibar, den Jemen und Mekka. Außerdem gelangen sie zu einer Stadt der Frauen, einer Insel der Hermaphroditen und zu allerhand verwunschenen Orten. Am mythischen Berg Qāf begegnet Iskandar dem geheimnisvollen Heiligen Chidr und dem Propheten Ilyās.
Nach neunjähriger Reise schickt Iskandar Būrān-Docht von Baghdad aus mit einem Großteil der Armee zurück (Kap. 33) in den Iran, während er selbst in Begleitung von Chidr, Ilyās und dem Weisen Luqman nach Ägypten zieht. Dort unterwirft er den König und bekehrt ihn zum Islam, so wie die meisten anderen Herrscher und Völker, denen er begegnet ist. Danach geht die Reise weiter zum Grünen Meer, in dem Iskandar in einer großen gläsernen Truhe einen mehrtägigen Tauchgang in die Unterwasserwelt unternimmt. Tarsūsī erwähnt auch Iskandars Bau einer Mauer aus Eisen, Kupfer und Zink, um den Einfall der wilden Völker Yā'dschūdsch und Mā'dschūdsch zu verhindern. Der Eroberer wird dabei ausdrücklich mit dem koranischen Dhū l-Qarnain identifiziert, dem „Zweigehörnten“, der in Sure 18 erwähnt wird. (Kap. 35).

### Iskandar und die Quelle des Lebens
Mit einer kleinen Armee von 6.000 Mann begibt sich Iskandar nun in das Land der Finsternis im äußersten Norden. Chidr, der einen leuchtenden Stein besitzt, soll sie führen, damit sie das Wasser des Lebens finden. In unmittelbarer Nähe der Quelle wird Iskandar jedoch von Chidr getrennt. Er schläft im Reiten ein und sein Pferd trägt ihn erneut zum Berg Qāf, wo er verschiedene Engel in zehn Himmelssphären besuchen darf. Als er zurückkehrt, haben Chidr und Ilyās bereits von der Quelle des Lebens getrunken. Ihm selbst bleibt der Ort auch nach weiterer Suche verborgen. Ein Engel erklärt ihm, dass das Wasser des Lebens nicht durch eigene Bemühungen erreicht werden könne. Gott allein gewähre diese Gnade, und ihm, Iskandar, sei das Lebenswasser nicht zugedacht. Gleichsam als Trost erhält Iskandar aber von Gott die Herrschaft über die Elemente Wasser, Feuer, Luft sowie über die Raubtiere der Wildnis, die er damit „beauftragen kann, alle diejenigen zu töten, die nicht gehorchen.“ Iskandar steigt damit zu einem zweiten Suleiman auf. Wenig später, als die Armee sich bereits auf Jerusalem zubewegt, erkrankt Iskandar. Er ordnet den Bau eines Sarges an, der an den Seiten zwei Aussparungen für die Hände hat. Auf diese Weise soll jeder sehen, dass auch der größte Herrscher mit seinem Tod alles zurücklässt und mit leeren Händen die Welt verlässt. Iskandar wird in Jerusalem bestattet. Būrān-Docht stirbt ein Jahr später in Persien.

## Iskandar und Anahita
Tarsusi liefert eine ungewöhnliche Alexandergeschichte, denn Iskandar erscheint als ein schwacher Eroberer, der nicht die üblichen Qualitäten eines Heerführers besitzt. Nicht nur, dass er sein gesamtes Wissen nach einem Streit mit Aristoteles verloren hat, er zeigt sich auch oft unentschlossen, rhetorisch ungeschickt und ohne Weitsicht. So mancher Erfolg ist dem beherzten Eingreifen seiner Gemahlin Būrān-Docht oder dem guten Rat weiser Männer zu verdanken. Diese unvorteilhafte Darstellung Iskandars ist laut William Hanaway und Marina Gaillard durch Tarsūsīs Rückgriff auf zoroastrische Quellen beeinflusst. Darin wird Alexander als rücksichtsloser Zerstörer heiliger Texte und grausamer Mörder religiöser Würdenträger verflucht. Andererseits erscheint Iskandar als Vorkämpfer für den Islam und wird damit für muslimische Zuhörer dennoch zum Helden. Abū Tāhir verbindet also im Dārāb-nāma zwei unterschiedliche Erzähltraditionen, nämlich eine iranisch-zoroastrische und eine islamische, die sich eigentlich gegenseitig ausschließen und dadurch ein ungewöhnlich changierendes Bild des Eroberers zeichnen.
Būrān-Docht erscheint dagegen geradezu als Iskandars alter Ego und ist die eigentliche Heldin der Geschichte. Vor allem wegen ihrer auffälligen Verbindung mit Wasser und ihrer Darstellung als kraftvoller Kriegerin nimmt William Hanaway an, dass sie eine volkstümliche Personifikation der iranischen Wassergöttin Anahita sein soll.

## Handschriften desDārāb-nāma
Der persische Text des Dārāb-nāma wurde 1965–68 durch den iranischen Professor Zabihollah Safa in zwei Bänden ediert.  Mehr als vierzig Jahre später veröffentlichte der Iranist Mahmoud Omidsalar eine Zusammenstellung von Druckfehlern der Edition mit Korrekturen und weiteren Hinweisen zum Verständnis des persischen Textes.
Wichtigste Grundlage für die Edition von Safa war eine Handschrift aus der Bibliothèque Nationale in Paris, Suppl. Persan 837. Im Kolophon des Textes erklärt ein Parse namens Kaiqubād b. Mahyār Pārsī, dass er die Abschrift des Dārāb-nāma auf Wunsch des hochbetagten Nuschirwan ibn Bahman-Schah Pārsī aus Navsari erstellt habe. Diesen in Indien und anderswo seltenen Text habe er in der Bibliothek des Mogulherrschers Akbar I. in der Hauptstadt Fatehpur Sikri bei Agra kopieren dürfen. Das Manuskript sei jedoch sehr lückenhaft und unsauber geschrieben gewesen, so dass er erst mit viel Mühe eine kohärente Fassung des Dārāb-nāma habe anfertigen müssen. Im Rabi' al-awwal des Jahres 992h (März/April 1584) hat er die Arbeit daran abgeschlossen. Den überarbeiteten Text mitsamt dem Kolophon von Kaiqubād hat dann offenbar ein professioneller Kalligraph abgeschrieben, der sich selbst am Ende derselben Handschrift als Muhammad b. Ismā'īl Mūsawī vorstellt.
In der British Library wird unter der Signatur Or. 4615 eine unvollständige Handschrift des Dārāb-nāma verwahrt, die in den 1580er und 90er Jahren von Malern an Akbars Hof illustriert wurde. Möglicherweise handelt es sich dabei um dasjenige Manuskript, das Kaiqobad im Jahre 1584 kopiert hat. Eine weitere illustrierte Handschrift, die auf Anfang des 18. Jh.s geschätzt wird, befindet sich in der Staatsbibliothek Berlin und trägt die Signatur Ms. or. fol. 3350. Der Band stammt ohne Zweifel aus Indien, ein genauer Ort ist nicht bekannt.
Neben den genannten existiert noch eine ganze Anzahl weiterer Handschriften in verschiedenen Bibliotheken weltweit, einige davon in türkischer Übersetzung. Eine moderne Übersetzung des Dārāb-nāma liegt bisher lediglich in französischer Sprache vor, wobei letztere nur die Alexandergeschichte im zweiten Teil des Buches umfasst. Im Jahr 2000 soll auch eine russische Übersetzung von Natalja Kondyrewa erschienen sein, die jedoch in westlichen Bibliotheken nicht zu finden ist.